# We're Not in This Alone
We're Not in This Alone (traducido como No estamos solos en esto) es el tercer y último álbum de estudio de larga duración de la banda de hardcore punk neoyorkina  Youth of Today. Fue lanzado originalmente por Caroline Records el 15 de junio del 1988.

## Historia
Youth of Today se separó brevemente en 1988, y el cantante Ray Cappo se mudó brevemente a la India para perseguir su interés en la fe Hare Krishna, mientras que el guitarrista Porcell (John Porcelly) se frustró con la ruptura, sumado a elementos negativos en la escena hardcore, plasmado en sus proyectos Project X y Judge. La ruptura duró poco; el grupo volvió a reunirse con el ex bajista de Warzone Walter Schreifels y el baterista Sammy Siegler, de ahí la declaración de Cappo de "We're back!" (estamos de vuelta) en "Flame Still Burns", la apertura del álbum.
Una pista notable, "No More", es una condena de la industria cárnica y pro vegetariana. Youth of Today hizo un vídeo musical de bajo presupuesto, incorporando imágenes de un matadero adquiridas de PETA.
Otra pista del álbum, "Live Free", comenzó como una canción inédita de Project X. Mientras que "Can't Keep Me Down" nace casi como irnía, ya que la canción más conocida de Project X, "Straight Edge Revenge", fue escrita por Porcell para Youth Of Today, pero rechazada por Cappo al ser una letra demasiado militante.
Otra canción, "Understand", es una regrabación, publicada por primera vez en el álbum recopilatorio de Revelation Records New York City Hardcore: The Way It Is, dos años antes.

## Grabación y lanzamiento
El álbum fue grabado en "Chung King House of Metal" de Nueva York, un estudio que Porcell usaría más tarde para el primer intento dl álbum debut de Judge. En un presagio de los problemas que Judge tendría más tarde con su álbum, la primera mezcla que lanzó Caroline Records tenía un sonido notoriamente pobre y turbio. Después de las quejas de los fanáticos, Caroline remezcló y volvió a imprimir el álbum, lanzando las nuevas copias con la misma portada, pero ahora con una gran calcomanía REMIX pegada en el frente. El sello no recordaba la primera mezcla, por lo que todavía existían copias con la mezcla original en las tiendas de discos hasta principios de los noventa. Esta segunda mezcla también obtuvo la licencia de We Bite Records en Alemania, que también la lanzó en CD para Europa.
Disgustados con la mezcla original, Cappo y Porcell recuperaron los derechos del álbum de Caroline en 1996, tomaron las cintas maestras de múltiples pistas y remezclaron el álbum completo para un lanzamiento adecuado en Revelation en 1997. Esta tercera y última mezcla también recibió una portada completamente nueva. Las nuevas ediciones en vinilo del álbum en Revelation desde 2012 han mantenido el remix de Cappo/Porcell de 1996, pero restauraron la portada, la etiqueta y el inserto originales de Caroline Records (con el logotipo tipográfico de Revelation reemplazando al de Caroline).

## Lista de canciones
1. "Flame Still Burns"
2. "Slow Down"
3. "Choose to Be"
4. "Put It Aside"
5. "Wake Up and Live"
6. "No More"
7. "What Goes Around"
8. "Potential Friends"
9. "A Time We'll Remember"
10. "Live Free"
11. "Understand"
12. "Prejudice"
13. "Keep It Up"

## Personal
| Banda - Ray Cappo – voces, producción - Porcell – guitarras, producción, coros - Walter Schreifels – bajo, coros - Sammy Siegler – batería, coros | Personal adicional - Les "Paws" Davis – ingeniero de sonido, productor asociado - Phil "pa" Austin – masterización - Dylan Schreifels – coros - Luke Abbey – coros - Raymond "Raybies" Barbieri – coros - Alex Brown – coros, fotografía (fotos en vivo) - Tom Rockafeller – fotografía (fotos en vivo) - JJ Gonson – fotografía (fotos en vivo) - Murray Bowles – fotografía (fotos en vivo) - Melora Creager – fotografía (cover), concepto (cover) - Tom Hughes – realización de diseño - Ellie Hughes – realización de diseño |